# كولن ريان
كولن ريان (بالإنجليزية: Colin Ryan)‏ هو لاعب قذف أيرلندي، ولد في 2 سبتمبر 1988 في Newmarket-on-Fergus ‏ في جمهورية أيرلندا.